# Caroline Kava
Caroline Kava, née le 25 septembre 1949 à Chicago, est une actrice et autrice de pièces de théâtre américaine.

## Biographie
Caroline Kava a débuté au cinéma dans La Porte du paradis en 1980. Elle a écrit la pièce The Early Girl en 1986.

## Filmographie

### Cinéma
- 1980 : La Porte du paradis : Stefka
- 1985 : L'Année du dragon : Connie White
- 1988 : Little Nikita : Elizabeth Grant
- 1989 : Né un 4 juillet : Patricia Kovic
- 1997 : Quatre jours en septembre : Elvira Elbrick
- 1999 : La neige tombait sur les cèdres : Helen Chambers
- 2005 : Everything Good (court-métrage) : Madame

### Télévision
- 1976 : Ivan the Terrible (série) : Sonia Petrovsky (1 épisode)
- 1986 : Nobody's Child (téléfilm) : Dr Blackwell
- 1986 : Act of Vengeance (téléfilm) : Charlotte Yablonski
- 1987 : Max Headroom (série) : Harriet Garth (1 épisode)
- 1988 : Body of Evidence (téléfilm) : Jean
- 1988 : Internal Affairs (téléfilm) : Jean Harp
- 1990 : Murder in Black and White (téléfilm) : Jean
- 1990 : Code Quantum (série) : Thelma Beckett (1 épisode)
- 1991 : Guilty Until Proven Innocent (téléfilm) : Mary Hohne
- 1991 : In a Child's Name (mini-série) : Janice Miller
- 1991 : New York, police judiciaire (série) : Rose Schwimmer (1 épisode)
- 1992 : Star Trek : La Nouvelle Génération (série) : Dr Toby Russell (1 épisode)
- 1992 : Jumpin' Joe (téléfilm) : Irene Dugan
- 1993 : La Loi de Los Angeles (série) : Mme Clark (1 épisode)
- 1995 : X-Files : Doris Kearns (épisode Une petite ville tranquille)
- 1996 : Shattered Mind (téléfilm) : Martha Treymayne
- 1996 : New York, police judiciaire (série) : Betty Abrams (1 épisode)
- 1998 : Dawson (série) : Mme McPhee (2 épisodes)
- 2000 : The Practice : Bobby Donnell et Associés (série) : Mary Donovan (3 épisodes)
- 2001 : Tribunal central (série) : Mme Truskie (1 épisode)
- 2001 : New York 911 (série) : Grace Owens (1 épisode)
- 2004 : Strip Search (téléfilm) : Alvira Sykes
- 2005 : New York, cour de justice (série) : Vivian Gleason (1 épisode)
- 2011 : Oklahoma! (téléfilm) : tante Eller